# Robert W. Ford
Pour les articles homonymes, voir Robert Ford (homonymie).
Œuvres principales
Tibet rouge : capturé par l'armée chinoise au Kham
Robert Webster Ford (né à Burton upon Trent dans le Staffordshire le 27 mars 1923 et mort le 20 septembre 2013 à Londres) est un diplomate et écrivain britannique qui fut opérateur radio à la mission britannique à Lhassa en 1945, puis après une affectation à la mission britannique à Gangtok au Sikkim en 1947, travailla sous contrat pour le gouvernement tibétain à  Lhassa et à Chamdo, dans le Kham, de 1948 à 1950. Chargé d’établir une liaison radio entre Lhassa et Chamdo et de former des opérateurs radio, un des sept Européens vivant au Tibet et des cinq travaillant pour le gouvernement tibétain, il est arrêté en octobre 1950 lors de l'intervention de l’armée chinoise, accusé d’espionnage et d'implication dans le meurtre de l’envoyé du gouvernement chinois, Géda Tulkou, ce qu'il nia durant son emprisonnement et démentit lorsqu'il fut relâché au bout de cinq années. De retour en Angleterre, il relata cette période de sa vie en 1957 dans Wind Between the Worlds, traduit en français sous le titre Tibet rouge : capturé par l'armée chinoise au Kham. Il mena ensuite une carrière diplomatique jusqu'en 1987 et apporta son soutien au gouvernement tibétain en exil par ses écrits et ses conférences.

## Biographie
Robert Webster Ford est le fils de Robert Ford, chauffeur-mécanicien travaillant pour une brasserie, et de Beatrice Ford, domiciliés  rue de l'Église à Rolleston on Dove. Il fréquente l'école primaire de Rolleston puis le lycée classique de Burton-on-Trent. Goûtant peu la perspective de devenir simple employé dans une banque ou des bureaux à Burton-on-Trent et désirant voir du pays, il s'engage à l'âge de 16 ans dans la Royal Air Force comme apprenti. En 1943, il est affecté en Inde mais perd bientôt toutes ses illusions et, à la fin de la guerre, saute sur la proposition d'un travail d'opérateur radio à Lhassa au Tibet,.
Devenu, en 1945, opérateur radio à la mission britannique, il est un des sept Européens à vivre au Tibet, et des cinq travaillant pour le gouvernement tibétain, peu avant l'invasion chinoise de 1950. Il fut reçu en audience par le 14e dalaï-lama, Tenzin Gyatso, alors âgé de 11 ans. La même année, il est envoyé à Gangtok, au Bureau politique du Sikkim, qui s’occupe des relations de l'Inde britannique avec le Tibet,.
Quand l'Inde devient indépendante en 1947, il est remplacé par un Indien à ce poste et retourne à Lhassa, le gouvernement tibétain lui ayant demandé d'installer la première station de radio tibétaine (Radio Lhassa), de former des opérateurs radio et de mettre au point un réseau de communication radio couvrant tout le Tibet. Il est le premier étranger à être embauché par le gouvernement tibétain et à recevoir un titre officiel,.
Au bout d’un an, il est affecté par Reginald Fox à Chamdo, la capitale du Kham, pour établir une liaison radio entre Lhassa et Chamdo afin que le gouvernement tibétain puisse être informé rapidement de ce qui se passe sur le front oriental, les communications jusque-là prenant 60 jours de voyage à cheval,. Les journaux britanniques de l'époque le surnomment « le Britannique le plus solitaire au monde » en raison de son affectation à un poste aussi loin de tout. Ayant du mal à prononcer son nom (à cause du F), les Tibétains appellent Ford Phodo, et ceux du Kham, Phodo Kusho (Ford Esquire, « Monsieur Ford »).
À l'été 1949, Ford et trois opérateurs stagiaires arrivent à Chamdo. Leur arrivée permet au gouverneur général du Kham, Lhalu Tsewang Dorje, d’améliorer les mesures défensives sur place et dans les environs. De plus, pour la première fois, un lien direct est établi entre Lhassa et Chamdo. En février 1950, Lhalu demande à Robert Ford d’accélérer l'entraînement des opérateurs radio, pour qu'ils puissent établir des stations de radio le long de la frontière. Les rumeurs de l'avancée de l’armée chinoise se sont répandues. Le même mois, de nouvelles armes et des instructeurs arrivent pour initier des recrues au maniement des fusils. Ford rapporte que l'armée tibétaine « commençait à prendre une allure un peu moins moyenâgeuse ». En avril, Ngabo Ngawang Jigme est nommé nouveau gouverneur général. Il arrive à Chamdo en septembre. Lhalu quitte Chamdo, laissant à son successeur la responsabilité des affaires civiles et militaires de la ville.
Lors de l'intervention militaire chinoise au Tibet (1950-1951), après une fuite aussi brève que rocambolesque devant les avant-gardes de l'armée populaire de libération,, Ford est arrêté le 19 octobre 1950, ainsi que Ngabo Ngawang Jigme et des responsables tibétains,. La République populaire de Chine accuse Ford d'espionnage, de diffusion de propagande anticommuniste et d'implication dans la mort de son envoyé spécial, le tulku Géda, abbé du monastère de Béri et vice-président du gouvernement provincial du Xikang, chargé de transmettre au gouvernement tibétain à Lhassa des propositions en vue de négociations de paix. Ford nia ces accusations durant ces cinq ans de prison,.

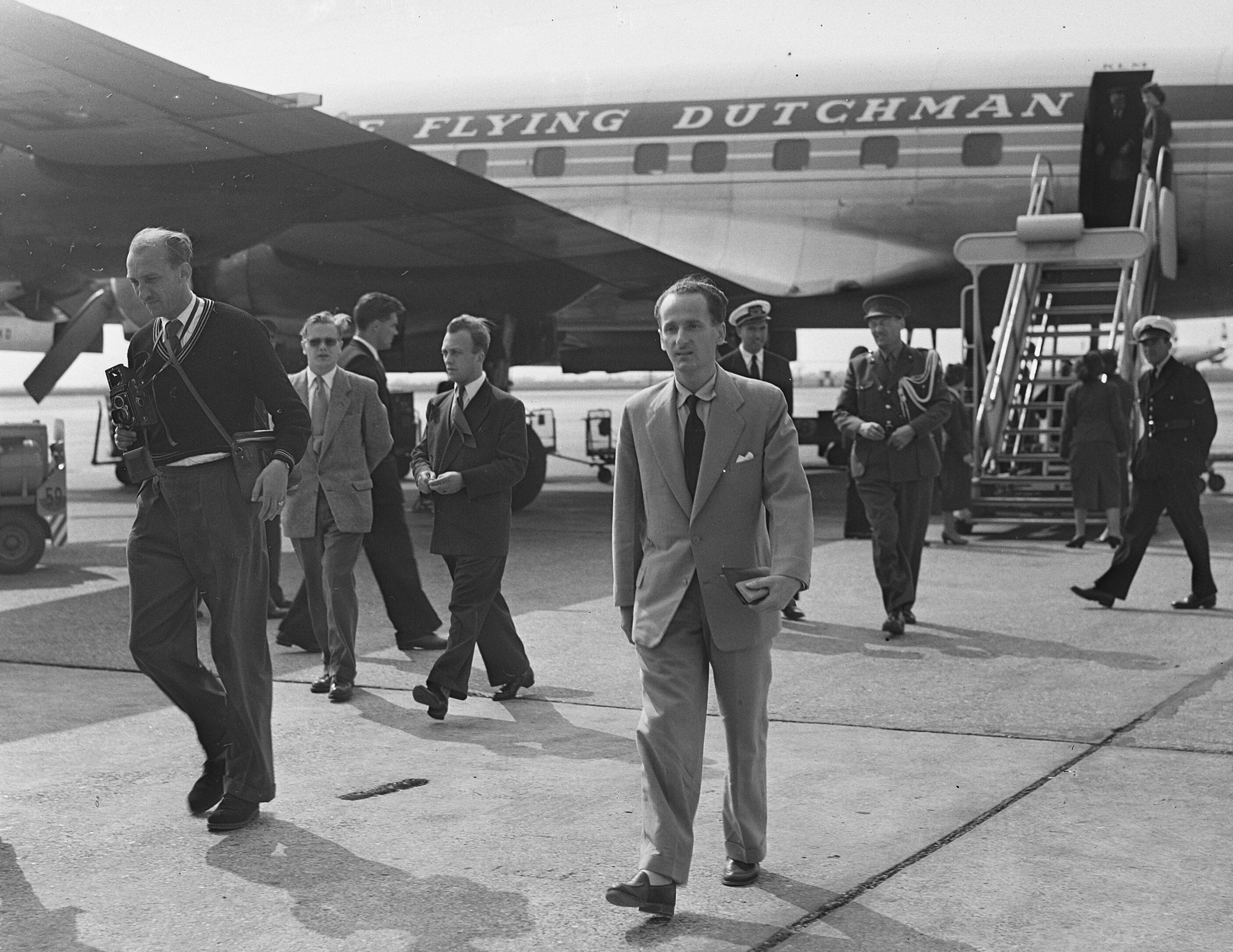
Arrivée de Robert Ford à l'issue de sa captivité chinoise à l'aéroport d'Amsterdam-Schiphol le 22 juin 1955.

Il passe près de 5 ans en prison, dans la crainte constante d'une exécution, soumis à des interrogatoires et au lavage de cerveau, à ce qu'il rapportera plus tard dans ses mémoires. En 1954, il est autorisé à écrire une lettre à ses parents. À l’issue de son procès fin 1954, il est condamné à dix ans de prison. Il est finalement relâché en 1955, escorté jusqu'à Hong Kong pour y être remis au gouvernement de la colonie britannique,.
En 1956, il travaille comme journaliste indépendant avant d'être nommé au service diplomatique britannique. Jusqu'à son départ à la retraite, il servira, pour le compte du Ministère des Affaires étrangères, à Londres, au Vietnam, en Indonésie, aux États-Unis, au Maroc, en Angola, en Suède) et en France, et finalement comme consul général à Genève, en Suisse. La même année, il épouse Monica Tebbett, une amie d'enfance, avec laquelle il aura deux fils, Martin et Giles.
À son retour en Grande-Bretagne, Ford décrit dans un quotidien ses expériences avant d'en faire, en 1957, un livre intitulé Captured in Tibet (Wind Between the Worlds pour l'édition américaine),, qui est traduit en français l'année suivante sous le titre Tibet rouge : "Captured in Tibet". L'ouvrage connaît une réédition en anglais en 1990 sous le titre Captured in Tibet, et en français en 1999 sous le titre Tibet Rouge. Capturé par l’armée chinoise au Kham. L'ouvrage comporte aussi incidemment l'autoportrait d'un homme d'une douceur rare, de hautes connaissances intellectuelles qui a appris à lire et à écrire le chinois en prison, et à parler tibétain au cours de son travail.
En 1959, Ford est l'un des membres fondateurs de la Tibet Society et en devient le vice-président.
Ford part à la retraite en 1987 et est décoré commandeur de l'ordre de l'Empire britannique.
Apportant son soutien au gouvernement tibétain en exil, il est amené à donner de nombreuses conférences sur les questions concernant le Tibet et la Chine au Royaume-Uni, dans les autres pays d'Europe, en Australie et aux États-Unis. En 1992, ayant entrepris, à la demande du dalaï-lama, une tournée de conférences en Inde, il est mis en résidence surveillée avec son épouse à Dharamsala par les autorités indiennes, ses conférences coïncidant avec la visite officielle du premier ministre chinois Li Peng. Ford doit écourter son séjour et rentrer en Grande-Bretagne.
Le 13 septembre 1994, il est convié par le dalaï-lama à un déjeuner réunissant des Occidentaux ayant vécu au Tibet avant 1950. Ces derniers signent un document où elles affirment leur conviction que celui-ci était un État indépendant et souverain avant 1950.
En 1996, Ford est en mesure d'organiser la première rencontre entre le dalaï-lama et un membre de la famille royale d'Angleterre. La rencontre avec la Reine mère a lieu le 17 juillet à Clarence House.
À l'occasion de son 90e anniversaire, le Bureau du Tibet de Londres organisa une cérémonie en mars 2013. Ayant auparavant plaisanté sur ses arriérés de salaire non perçus, il se voit remettre à cette occasion son dernier salaire, un agrandissement photographique d’un billet de banque tibétain de 100 srang avec des excuses pour le retard « dû à des circonstances atténuantes »,.

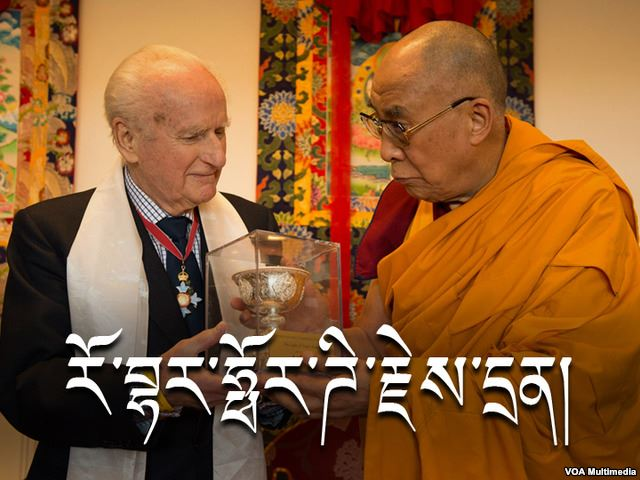
Le Dalaï-lama remet le prix Lumière de la vérité à Robert Ford en 2013.

Le 13 avril 2013, le dalaï-lama lui remet le prix Lumière de la vérité, décerné par le mouvement Campagne internationale pour le Tibet.
Ford s’éteint le 20 septembre 2013 à Londres.

## Publications
- (en) Captured in Tibet (édition anglaise), G. Harrap & Co, London, 1957 - Wind Between the Worlds: The extraordinary first person account of a Westerner's life in Tibet as an official of the Dalai Lama's government (édition américaine), David McKay Company, 1957, 338 pages.
- Tibet rouge : "Captured in Tibet" (édition française), traduction de Pierre Singer, Crét, 1958, 272 pages.
- (en) Captured in Tibet (réédition), Oxford University Press, 1990  (ISBN 019581570X), 266 pages (avec préface du dalaï-lama et épilogue de l'auteur).
- Tibet Rouge. Capturé par l’armée chinoise au Kham (réédition en français), Olizane, 1999,  (ISBN 2-88086-241-8), 303 pages (avec préface du dalaï-lama).